# Muespach-le-Haut
Muespach-le-Haut – miejscowość i gmina we Francji, w regionie Grand Est, w departamencie Górny Ren.
Według danych na rok 1990 gminę zamieszkiwało 676 osób, 98 os./km².